# Dipturus laevis
Dipturus laevisは、ガンギエイ科に分類されるエイの一種。大西洋北部に分布する。

## 分類
1818年、Samuel L. Mitchill によって Raja laevis として記載された。1879年には誤認されて Raja granulata という学名が付けられた。

## 分布と生息地
ニューファンドランド島、セントローレンス湾南部、ノバスコシア州から米国ノースカロライナ州までの西大西洋に分布する。19世紀にはフロリダ州まで分布するとされていたが、Dipturus teevani の誤認の可能性がある。砂底、泥底、岩場など、様々な環境の海底で見られる。生息水深は浅場から水深750 mまでだが、主に水深150 m以深に多い。生息水温は氷点下から20 °Cまで。秋には海岸に近づき、暖かい季節には沖方向に移動する。汽水にも耐えられるが、海水を好む。南北への移動は見られない。

## 形態

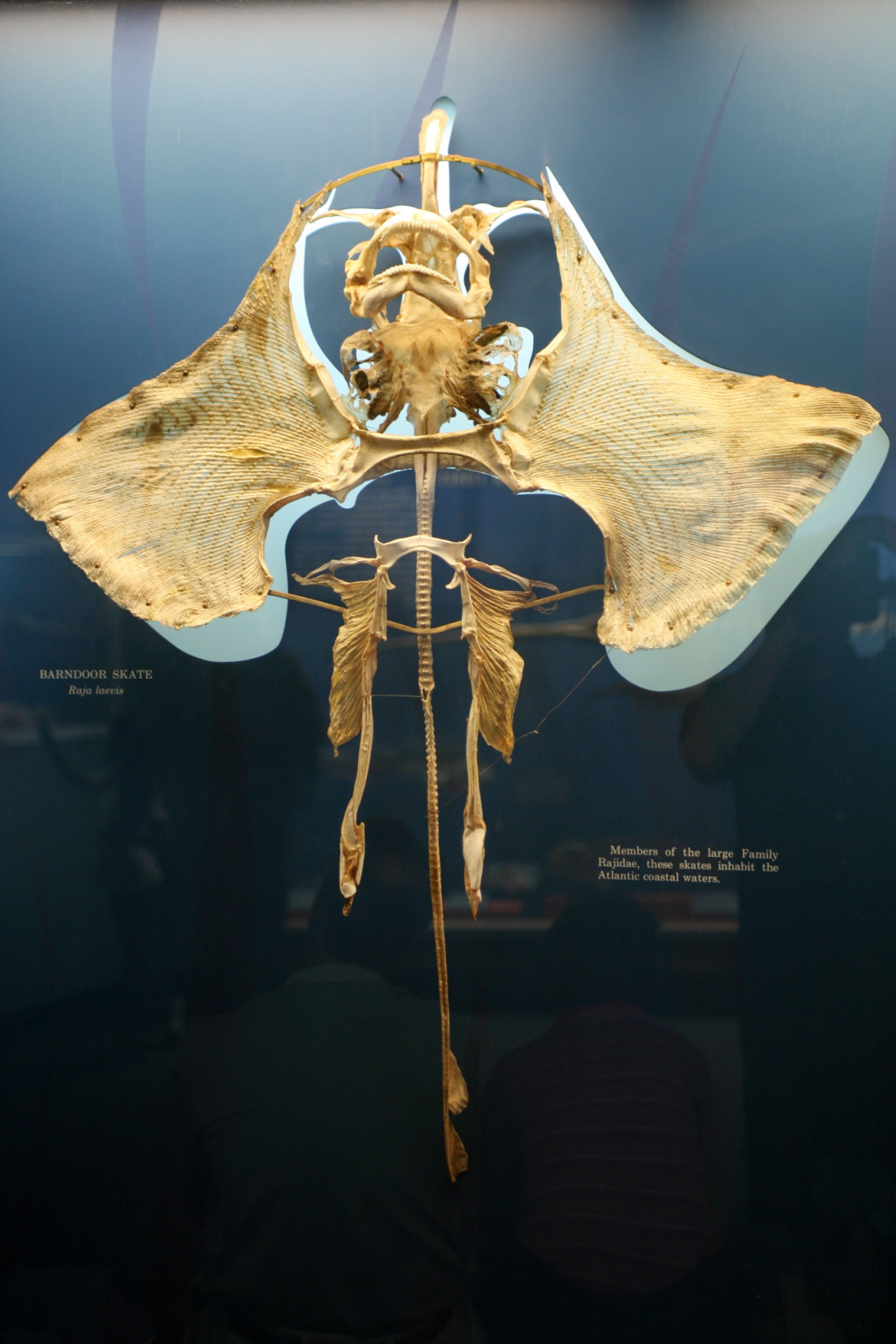
骨格標本

体は扁平な横長の菱形で、吻は尖る。背鰭は尾から離れている。目の間隔は5.5 cm。背面は褐色で、小さく黒い点が点在する。胸鰭の中心には楕円形の斑点がある。腹面は白から灰色で、灰色の斑点が不規則に入る。吻は直線的で体盤前縁は凹むが、後縁は凸状。
北大西洋のガンギエイ類では最大の種の一つである。全長1.5 m、体重18 kgに達する。全長1.8 mの非公式記録もある。全長75 cm程の場合、体重は2 - 3 kgである。尾は短く、表面に大きな棘は存在しない。大型個体の尾には小さな棘が3列あり、雌成魚の頭部にも棘がある。

## 生態
魚や無脊椎動物などの底生生物を捕食する。無脊椎動物では多毛類、腹足綱、二枚貝、イワガニ科、イチョウガニ属、ケアシガニ科、アカザエビ科、エビ、ツツイカ目が含まれる。魚ではアブラツノザメに近縁のSpiny dogfish、エールワイフ、タイセイヨウニシン、メルルーサ、カジカ科、ベラ、イカナゴ科、マナガツオ科、ヒラメ科が含まれる。幼魚はカイアシ類、端脚類、等脚類、エビジャコ科、オキアミなどの小型無脊椎動物を捕食する。吻が滑らかな個体もおり、海底の砂や泥を掘って獲物を探す習性の結果だと考えられる。繁殖様式は卵生で、夏に海底に卵を産む。卵は角に突起があり、長さは7 - 13 cm、幅は4 - 7 cmである。6 - 12ヶ月後、全長18 - 19 cmで孵化する。約10歳、全長100 cmで性成熟する。

## 人との関わり
本種はホシフリエイなどと共に、商業利用されるガンギエイの種の一つである。北西大西洋で行われる、底引網やトロール船で混獲される。鰭は食用になるが、その他の部分は餌や魚粉などに加工される。1981年以降ロブスターの餌としての需要が増加し、鰭を輸出するようにもなった為、水揚げ量は大幅に増加した。2003年から2018年まで、アメリカの海域では捕獲が禁止されていた。

## 保全

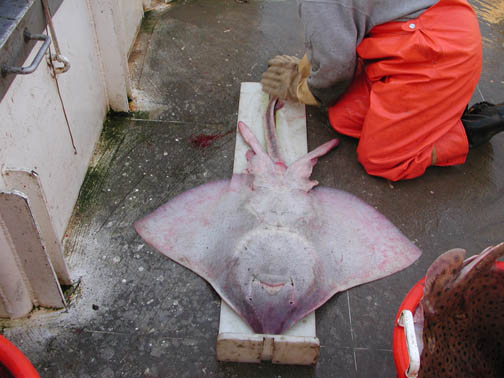
調査中に捕獲された個体

1960年代から1970年代にかけて、トロール船による漁獲が増加し、個体数は大幅に減少した。1990年頃までは個体数が非常に少なかったが、1990年から2005年にかけて急速に個体数が増加し、1960年代の個体数に近づいた。2012年には1960年代の個体数を超えた。1998年、本種はほぼ絶滅状態であると研究で示された。しかしその研究で使われたデータは1993年までのものであったため、個体数の回復は判明していなかった。1999年にはアメリカ合衆国にて絶滅危惧種に指定するよう提案がされたが、個体数の急速な増加が確認されたことで却下された。1994年、国際自然保護連合によって危急種に指定され、2003年には絶滅危惧種とされた。2019年、個体数の増加により低危険種とされた。アメリカ海洋大気庁によると、2004年から2005年の保護活動の結果、資源量は問題の無いレベルまで回復した。